# Mike Zambidis
Mike Zambidis (griechisch Μιχάλης Ζαμπίδης Michális Zambídis; * 15. Juli 1980 in Athen) ist ein ehemaliger griechischer K-1-Kämpfer. Sein Spitzname lautet „Iron Mike“.

## Leben
Zambidis ist 167 cm groß und wiegt 70 kg. Bis zu seinem Karriereende Mitte 2015 gewann er 157 von 181 Kämpfen, 87 davon vorzeitig mittels TKO. Im Laufe seiner 15-jährigen Karriere gewann er 18 internationale Titel. Beim K-1 World Max Finale wurde er 2010 und 2012 jeweils Dritter.

## Titel
- 1996: Griechischer Boxmeister (Mittelgewicht)
- 1997: I.S.K.A. Balkan Champion
- 1998: World PROFI Europe Champion
- 2000: WOKA World Champion
- 2002: King of the Ring, Champion ‘thaibox tournament’ Italy
- 2002: K-1 World Max Oceania Champion
- 2003: Kings of the Ring Champion, Italy
- 2004: A1 World Combat Cup Champion
- 2005: King of the Ring, Champion, Sydney
- 2005: WKBF Super-welterweight Champion
- 2006: Kings of the Ring European Champion
- 2008: World PRO
- 2013: Superkombat, Romania